# Карувалагасвева (підрозділ окружного секретаріату)
Підрозділ окружного секретаріату Карувалагасвева — підрозділ окружного секретаріату округу Путталам, Північно-Західна провінція, Шрі-Ланка. Складається з 26 Грама Ніладхарі.